# Cécil von Renthe-Fink (General)
Cécil August Viktor Franz von Renthe-Fink, eigentlich von Renthe genannt Fink (* 19. September 1845 in Berlin; † 29. November 1909 in Jena) war ein preußischer Generalleutnant.

## Leben

### Herkunft
Renthe entstammte einer Familie aus Anhalt, die mit seinem Großvater, dem anhaltischen Regierungspräsidenten Lebrecht Renthe in Köthen, im Jahr 1820 in den anhaltischen Adelsstand erhoben worden ist. Er war der Sohn des preußischen Oberst August von Renthe genannt Fink (1801–1860) und dessen zweiter Ehefrau Cäcilie, geborene de la Vière (1811–1879). Sein Vater war ab 1831 Fideikommissherr auf Gut Wenndorf (Anhalt; Größe: 90 Hektar), der am 26. März 1832 die preußische Genehmigung zur Namensvereinigung als „von Renthe genannt Fink“ erhielt. Sein Stiefbruder war der spätere preußische Generalleutnant August von Renthe-Fink (1835–1896).

### Militärkarriere
Aus dem Kadettenkorps kommend wurde Renthe am 2. Mai 1863 als Sekondeleutnant dem 4. Garde-Regiment zu Fuß der Preußischen Armee überwiesen. Während des Krieges gegen Dänemark befand er sich 1864 beim Ersatz-Bataillon des Regiments und nahm an der Belagerung sowie der Erstürmung der Düppeler Schanzen teil. Zwei Jahre später kam er im Krieg gegen Österreich in der Schlacht bei Königgrätz zum Einsatz und absolvierte nach dem Friedensschluss ab Oktober 1868 zur weiteren Ausbildung die Kriegsakademie. Mit der Mobilmachung anlässlich des Krieges gegen Frankreich musste Renthe seine Ausbildung unterbrechen, kam als Adjutant erneut zum Ersatz-Bataillon seines Regiments und diente zeitweise als Kompanieführer. Nach seiner Beförderung Mitte September 1870 zum Premierleutnant setzte er nach dem Friedensschluss seine Studien an der Kriegsakademie bis Juli 1873 fort. Ab Mai 1874 war Renthe auf ein Jahr zur Dienstleistung beim Großen Generalstab kommandiert. Am 11. Februar 1875 avancierte er zum Hauptmann und Kompaniechef im Regiment. Nachdem man ihn Anfang Juli 1876 unter Stellung à la suite seines Regiments erneut zur Dienstleistung beim Großen Generalstab kommandiert hatte, wurde Renthe am 25. Mai 1878 mit der Wahrnehmung der Geschäfte als Militärattaché an der Gesandtschaft in Bern beauftragt. Am 24. Dezember 1878 erfolgte seine Ernennung zum Militärattaché. Unter Entbindung von diesem Kommando wurde er am 16. November 1880 in den Nebenetat des Großen Generalstabes versetzt und zwei Jahre später unter Überweisung zum Großen Generalstab in den Generalstab der Armee einrangiert. Mit der Beförderung zum Major wurde Renthe Ende Mai 1883 zum Generalstab der 10. Division versetzt und war von Ende September 1884 bis Ende Februar 1888 beim Generalstab des VI. Armee-Korps und anschließend beim Gouvernement Köln eingesetzt. Am 1. Oktober 1888 kehrte Renthe mit der Ernennung zum Bataillonskommandeur im Hohenzollernschen Füsilier-Regiment Nr. 40 in den Truppendienst zurück und rückte Mitte August 1889 als Oberstleutnant zum etatmäßigen Stabsoffizier im 5. Rheinischen Infanterie-Regiment Nr. 65 auf. Unter Rückversetzung in den Generalstab der Armee wurde er am 21. Februar 1891 zum Chef des Generalstabes der Festung Metz ernannt, wurde Mitte Oktober 1891 Oberst, Ende März 1892 als Chef des Generalstabes des V. Armee-Korps nach Posen versetzt und Ende Januar 1897 zum Generalmajor befördert. Vom 18. April 1896 bis zum 24. März 1899 war Renthe Kommandeur der 16. Infanterie-Brigade in Torgau und anschließend unter Beförderung zum Generalleutnant Kommandeur der 8. Division. In Genehmigung seines Abschiedsgesuches wurde Renthe am 2. Mai 1901 mit der gesetzlichen Pension zur Disposition gestellt. Anlässlich seiner Verabschiedung würdigte ihn Kaiser Wilhelm II. mit dem Kronen-Ordens I. Klasse und Herzog Friedrich I. verlieh ihm das Großkreuz des Hausordens Albrechts des Bären.

### Familie
Er heiratete am 6. Mai 1884 in Potsdam Agnes von Oppeln-Bronikowski (1856–1945). Aus dieser Ehe gingen der spätere Diplomat und Gesandte Cécil (1885–1964), der im Ersten Weltkrieg in Frankreich gefallene Sohn Timon (1887–1917) und die Tochter Charlotte (1890–1952), später Professorin für Volkswirtschaftslehre an der Universität in Frankfurt am Main.